# Гонсалес Пастерски, Сабрина
Сабрина Гонсалес Пастерски (англ. Sabrina Gonzalez Pasterski; род. 3 июня 1993 года, Чикаго, США) — американская ученая-физик из Чикаго, Иллинойс, называет себя «гордой американской кубинкой в первом поколении, а также выпускницей государственной школы Чикаго»

## Вклад в науку
Сабрина Пастерски внесла существенный вклад в понимание гравитационной памяти. Наибольшую известность получила за свою «теорию Треугольника», связывающую воедино различные гипотезы.
В 2016 году ей предлагали работу в Blue Origin, аэрокосмическом агентстве, созданном владельцем Amazon.com Джеффом Безосом, и НАСА.

## Биография
Пастерски родилась в Чикаго 3 июня 1993 года.
В 1998 году пошла в Эдисоновский центр для одаренных детей. В 2003 начала учиться летному делу, к 2005 году успела полетать вторым пилотом за штурвалом FAA1 на слете авиаторов-любителей в Ошкоше, а к 2006 году начала постройку самолёта собственной конструкции. В 2007 году в Канаде в одиночку пилотировала самолёт Cessna 150, в 2008 получила сертификат на свой самолёт. (МТИ помог с сертификацией одномоторного самолёта, который девушка собрала сама). Свой первый самостоятельный полет над территорией США на самодельном самолёте она совершила в 2009 с одобрения своего пилота-инструктора Джея Мэйнарда.
В 2010 закончила Иллинойсскую академию математики и физики. Джефф Безос увлек её физикой. Примерами для подражания Сабрина называет таких ученых как Леон Ледерман, Дадли Хершбах и Фримен Дайсон.
Получила диплом бакалавра в Массачусетском технологическом институте. С 2014 года проходит обучение на получение докторской степени в области физических наук в Гарвардском университете.

## Научные достижения
Изучает теорию струн и физику элементарных частиц.
Прежде чем посвятить себя физике элементарных частиц, Пастерски участвовала в работе с компактным мюонным соленоидом на большом адронным коллайдере. В 21 год Пастерски изложила свою «теорию Треугольника» и «спин-памяти» в Гарварде, и завершила работу над «Треугольником» для электромагнитной памяти во время цикла лекций в Центре теоретической физики Массачусетского технологического института. (Это послужило основой для нескольких других работ, которые в 2015 году были описаны как «недавно открытый универсальный треугольник, чьими вершинами являются теория мягких фотонов, симметрии и память в калибровочной и гравитационной теориях»). В 22 года Пастерски выступила с докладом на конференции факультета в Гарварде, в котором отвечала на вопрос применимости этих теорий к теории отсутствия волос у чёрных дыр и обсудила свой новый метод обнаружения гравитационных волн.
В начале 2016 года в монографии Стивена Хокинга, Малькольма Перри и Эндрю Строминджера (научного руководителя Пастерски, от которого она тогда работала независимо) под названием «Мягкие волосы чёрной дыры» были перечислены работы одиннадцати авторов мужского пола и одного автора женского пола: Сабрины Пастерски. Это вызвало огромный интерес СМИ после публикации на ArXiv.org и в предшествующие ей дни.

## Награды и премии
- 2010, от Авиапромышленной ассоциации Иллинойса «За достижения»[20]
- 2012, Тридцать американских ученых до 30 лет[10]
- 2012, премия молодому ученому от конференции нобелевских лауреатов в Линдау[10]
- 2013, стипендия Орлоффа на факультете физики МТИ[21]
- 2015 — список «Forbes 30 Under 30» в категории «Наука»[22]
- 2015 членство в Фонде Герца[23]

## Освещение в СМИ
Вскоре после выпуска монографии Хокинга в 2016 году актёр Джордж Такеи (Хикару Сулу) представил Пастерски двухмиллионной армии своих фолловеров в Твиттере: «Надеюсь, я известен своими делами, а не бездействием» Едкое замечание." Ссылка на статью Стивена П. Джобса, которую он дал, получила 527 000 ретвитов. За рубежом брошюра впоследствии освещалась каналом RT, польским журналом «Ангора» и DNES в Чешской республике. Так же в 2016 рэпер Крис Браун разместил видео, рекламирующее Пастерски. Форбс и History Channel выпустили о Пастерски передачу для своих зрителей в Мексике и Латинской Америке соответственно. Самый читаемый журнал на испанском языке «People en Español» посвятил Пастерски редакторский выпуск в апреле 2016.

## Рекомендации
1. ↑  Hertz Foundation. Дата обращения: 9 апреля 2016. Архивировано 6 июня 2017 года.
2. ↑  Lubos Motl. Memories, asymptotic symmetries and soft theorems. The Reference Frame (30 июня 2015). Дата обращения: 6 апреля 2016. Архивировано 4 июля 2015 года.
3. ↑  Completing the Triangle for EM. Дата обращения: 9 апреля 2016. Архивировано 13 февраля 2017 года.
4. ↑  Who's That Girl: Sabrina Pasterski. Hearst UK (2016). Дата обращения: 5 апреля 2016. Архивировано из оригинала 19 февраля 2016 года.
5. ↑  Bildilli, Jim. Wondering Where The Future of Aviation Is? Wonder No More! Meet Ms. Sabrina Gonzalez Pasterski. Midwest Flyer (5 января 2011). Дата обращения: 5 апреля 2016. Архивировано 24 октября 2017 года.
6. ↑  N5886Q Data. Airport Data. Дата обращения: 5 апреля 2016. Архивировано 18 июня 2017 года.
7. ↑  Smith, Rohan. Sabrina Pasterski has big things in store for our understanding of the universe. News.com Australia (18 января 2016). Дата обращения: 5 апреля 2016. Архивировано 4 января 2018 года.
8. ↑  первый самостоятельный полет в Соединенных Штатах. Дата обращения: 9 апреля 2016. Архивировано 22 января 2016 года.
9. ↑  Sabrina Pasterski ’10 Profiled by Chicago Tribune (недоступная ссылка)
10. 1 2 3  30 Under 30: Lindau Nobel Laureate Meeting Архивная копия от 8 июня 2017 на Wayback Machine, Scientific American profile
11. ↑  MIT CTP Beyond the Standard Model Journal Club (2015). Дата обращения: 5 апреля 2016. Архивировано 13 февраля 2017 года.
12. ↑  Kapec, Daniel; Pate, Monica; Strominger, Andrew (9 июня 2015). New Symmetries of QED. arXiv:1506.02906 [hep-th].
13. ↑  Harvard Faculty Conference slides 7 & 8 (недоступная ссылка)
14. ↑  Pasterski, S. (December 16, 2014) «I propose a gravitational wave detector arrangement/measurement corresponding to the subleading soft graviton theorem.» Дата обращения: 9 апреля 2016. Архивировано 21 июля 2017 года.
15. ↑  Mode 2 Архивная копия от 22 февраля 2016 на Wayback Machine
16. ↑  Hawking, Stephen W.; Perry, Malcolm J.; Strominger, Andrew (5 января 2016). Soft Hair on Black Holes. arXiv:1601.00921v1 [hep-th]. Footnote 7, Citations 8, 16, 24, 32, 34, 47, 52-56, 58.
17. ↑  Kim, Larry. 17 Surprising Facts About Millennial Physics Phenom Sabrina Pasterski. Inc.com (8 февраля 2016). Дата обращения: 5 апреля 2016. Архивировано 22 апреля 2016 года.
18. ↑  Halime, Farah. This Millenial Might Be The New Einstein. Ozy.com. Steven P. Jobs Trust (12 января 2016). Дата обращения: 5 апреля 2016. Архивировано 6 апреля 2016 года.
19. ↑  People En Espanol (2016). Дата обращения: 5 апреля 2016. Архивировано 15 апреля 2016 года.
20. ↑  Where The Future of Aviation Is? Wonder No More! Meet Ms. Sabrina Gonzalez Pasterski
21. ↑  Orloff Awards. MIT (8 августа 2015). Дата обращения: 5 апреля 2016. Архивировано 1 октября 2018 года.
22. ↑  London, Jay. More Than 30 MIT Alumni Named to Forbes’ 30 Under 30 Lists. Slice of MIT (8 января 2015). Дата обращения: 5 апреля 2016. Архивировано из оригинала 26 февраля 2016 года.
23. ↑  Hertz New Fellows 2015. The Hertz Foundation (2015). Дата обращения: 5 апреля 2016. Архивировано из оригинала 4 апреля 2016 года.
24. ↑  Takei, George. Twitter feed. Twitter (20 января 2016). Дата обращения: 9 апреля 2016. Архивировано 9 июня 2017 года.
25. ↑  Gasca, Leticia. ¿Quién es Sabrina Pasterski? Forbes Mexico. Дата обращения: 5 апреля 2016. Архивировано 31 марта 2016 года.
26. ↑  ¿La nueva Einstein? Una joven física latina asombra al mundo de la ciencia. The History Channel (Latin America). Дата обращения: 5 апреля 2016. Архивировано из оригинала 17 апреля 2016 года.
27. ↑  People en Español. Echo Media. Дата обращения: 6 апреля 2016. Архивировано 10 апреля 2016 года.